# Timi Max Elšnik
Timi Max Elšnik, slovenski nogometaš, * 29. april 1998, Ptuj. 
Timi Max Elšnik je slovenski profesionalni nogometaš, ki igra na položaju vezista, prihaja iz Zlatoličja, občina Starše ki leži na Dravskem polju med Mariborom in Ptujem . Od Julija leta 2024 je član srbskega nogometnega velikana Crvena zvezda. Že v svoji prvi sezoni v Crveni zvezdi je postal viden član večkratnega srbskega prvaka. V svoji premierni sezoni je dosegel kar 16 asistenc (od tega 2 v Uefa Champions League), s čimer je bil najboljši asisten Crvene zvezde v sezoni 2024/25, ter dodal še 6 zadetkov. S Crveno zvezdo je v sezoni 2024/25 prvič zaigral tudi v Ligi prvagov. Pred prestopom v Crveno zvezdo je za Olimpijo odigral več kot 140 tekem. Po številu nastopov v vlogi kapetana je na večni lestvici NK Olimpije na drugem mestu z več kot 100 nastopi v vlogi kapetana. Od leta 2021 je tudi član slovenske reprezentance, za katero je doslej odigral 28 tekem. S slovensko nogometno reprezentanco se je tudi uvrstil na EURO 2024. Na tem evropskem prvenstvu, kjer se je Slovenija prvič v zgodovini uvrstila v izločilne boje in jih je šele po kazenskih strelih v osmini finala premagala Portugalska je odigral vidno vlogo in nastopil v prvi enajsterici na vseh 4 tekmah. V začetku kariere je igral za angleške klube Derby County, Swindon Town, Mansfield Town in Northampton Town. Skupno je v prvi slovenski ligi odigral več kot 110 tekem in dosegel več kot 15 golov. Z Olimpijo je osvojil naslov slovenskega državnega prvaka v sezoni 2022/23 ter slovenski pokal v letih 2021 in 2023. Bil je član slovenske nogometne reprezentance, ki si je izborila nastop na Evropskem prvenstvu v Nemčiji l.2024. Bil je tudi član mlajših slovenskih reprezentanc do 17, 18, 19 in 21 let.